# Jeon Kyu-hwan
Jeon Kyu-hwan est un réalisateur sud-coréen né en 1965.
Il est scénariste et réalisateur. En 2008, il a écrit et réalisé son premier film de fiction Mozart Town. Après Animal Town, il tourne le troisième volet de sa trilogie consacré à la ville, Dance Town. Il a aussi écrit le scénario de son prochain projet : The Weight.

## Filmographie
- 2008 : Mozart Town
- 2009 : Animal Town
- 2010 : Dance Town
- 2011 : From Seoul to Varanasi
- 2011 : 60 Seconds of Solitude in Year Zero (un segment d'une minute du film collectif)
- 2012 : The Weight

## Récompenses
Animal Town a déjà été sélectionné dans quelques festivals (Tokyo, San Sebastian) et a reçu en 2010 le prix du jury NETPAC au 16e FICA de Vesoul.
En 2012, son troisième film, "Dance Town" a également remporté le Grand Prix du jury international à Vesoul.
Son film The Weight remporte en 2012 le Queer Lion Award lors de la 69e Mostra de Venise.